# Comunità dal futuro condiviso
La comunità umana dal futuro condiviso （cinese：人类命运共同体）, ovvero "costruire una comunità umana dal futuro condiviso"（cinese：构建人类命运共同体, è un termine politico della Repubblica Popolare Cinese usato nei settori politico, diplomatico e della sicurezza. È stato avanzato nel rapporto di Hu Jintao al XVIII Congresso nazionale del Partito Comunista Cinese nel 2012, ed è stato inserito nella prefazione della Costituzione della Repubblica Popolare Cinese durante la revisione di essa nel 2018. L’espressione ufficiale mira a esprimere che la comunità umana dal futuro condiviso è un concetto di valore e un importante impegno della Cina per affrontare le varie correnti mondiali e far progredire l’umanità. Inoltre, la Cina sostiene di non cercare l’egemonismo globale, ma che il proprio obiettivo è “costruire una comunità umana dal futuro condiviso”.
Durante il dialogo di alto livello tra il Partito Comunista Cinese e i partiti politici mondiali del dicembre 2017, il segretario generale del Comitato centrale del Partito Comunista Cinese Xi Jinping ha detto: “La comunità umana dal futuro condiviso significa che il futuro di ogni nazione e di ogni paese è collegato, dobbiamo condividere sia la gioia sia il dolore e compiere sforzi comuni per costruire una famiglia armoniosa dove crescere insieme, e realizzare insieme il sogno di una vita migliore dei popoli dei diversi paesi.”

## Storia
Risalendo all’anno 2011, l’allora premier Wen Jiabao, in visita alle zone sinistrate dal sisma in Giappone, ha detto: “Davanti ai disastri naturali, il destino dell’umanità è lo stesso.” Nel rapporto del XVIII Congresso nazionale del Partito Comunista Cinese, il termine è stato espresso come “comunità umana dal futuro condiviso” ma, in modo flessibile, si può anche dire “comunità dal futuro condiviso, in cui ognuno ha in sé un po’ degli altri e viceversa”, “il tuo futuro comprende anche il mio”, “comunità dal futuro condiviso”, “coscienza della comunità dal futuro condiviso” o “comunità dagli interessi e dal futuro condivisi, dagli interessi comuni e dal collegamento di sicurezza”; il 28 settembre 2015, durante il 70º anniversario della fondazione dell’Onu, Xi Jinping ha rilasciato un discorso dal titolo “Creare insieme nuovi partner di cooperazione e win-win, costruire congiuntamente una comunità umana dal futuro condiviso”. L’espressione “comunità umana dal futuro condiviso” ha suscitato un’ampia attenzione e ha iniziato gradualmente a fissarsi.
Il 10 febbraio 2017, durante la 55ª riunione della Commissione per la Società e lo Sviluppo dell’Onu, è stata approvata all’umanimità la risoluzione sulla “dimensione sociale della nuova partnership per lo sviluppo africano”, e “la creazione di una comunità umana dal futuro condiviso” è stata inserita per la prima volta in una risoluzione dell’Onu. Nell’ottobre 2017, la “creazione di una comunità umana dal futuro condiviso” è stata inserita nello Statuto del Partito Comunitsta Cinese e l’11 marzo 2018 nella prefazione della Costituzione della Repubblica Popolare Cinese.

### Le strategie ufficiali connesse “Sogno cinese” e “Rinascita della nazione cinese”
“Il sogno cinese e il concetto di comunità umana dal futuro condiviso sono simili.” “Il sogno cinese è un punto di partenza della comunità umana dal futuro condiviso, la realizzazione della comunità umana dal futuro condiviso costituisce un canale per realizzare il sogno cinese.” “Realizzare la grande rinascita della nazione cinese durante il grande processo di promozione della costruzione di una comunità umana dal futuro condiviso.” Tutte queste espressioni dimostrano il rapporto tra il sogno cinese e la rinascita della nazione cinese. Si può dire che, secondo l’espressione del Partito Comunista Cinese, la realizzazione della “comunità umana dal futuro condiviso” è un canale per realizzare il “sogno cinese” e la “rinascita della nazione cinese”, oppure che la realizzazione del sogno cinese costituisce un contributo alla creazione di una comunità umana dal futuro condiviso.

### Creare nuovi rapporti internazionali
Nel rapporto al XIX Congresso nazionale del Partito Comunista Cinese, il segretario generale Xi Jinping ha detto chiaramente che “la diplomazia da grande paese con caratteristiche cinesi deve promuovere la creazione di nuovi rapporti internazionali e di una comunità umana dal futuro condiviso.” Con la promozione della Cina, “l’appello alla creazione di rapporti internazionali di nuovo tipo e di una comunità umana dal futuro condiviso” è anche stato inserito nella risoluzione del Consiglio dei Diritti umani dell’Onu. La Cina intende promuovere la creazione di rapporti internazionali di nuovo tipo e di una comunità umana dal futuro condiviso con la propria diplomazia da grande paese con caratteristiche cinesi. I rapporti internazionali di nuovo tipo e la comunità umana dal futuro condiviso sono anche considerate due parti della diplomazia da grande paese con caratteristiche cinesi, e un importante contenuto del pensiero di Xi Jinping.

### La sicurezza nazionale e internazionale
Basandosi sul concetto di comunità umana dal futuro condiviso, secondo il quale “l’umanità ha un’unica Terra, i vari paesi stanno nello stesso globo”, il nuovo concetto cinese di sicurezza nazionale presta attenzione ai problemi dei vari paesi, e mira a contribuire opzioni migliori per risolvere le contraddizioni. Durante il quarto summit della CICA del 21 maggio 2014, Xi Jinping ha avanzato un nuovo concetto di sicurezza dell’Asia, comprensivo del pensiero della comunità umana dal futuro condiviso e del concetto di “mondo di sicurezza comune”, e ha sottolineato la soluzione tramite il dialogo e l’importanza stessa dello sviluppo e della pace. Durante la conferenza di Internet di Wuzhen nel 2017, egli ha avanzato la concezione di “comunità dal futuro condiviso dello spazio online”, sottolineando che i vari paesi devono rispettare la sovranità della rete, promuovere la cooperazione nei controlli di sicurezza, l’uguaglianza e la giustizia. Inoltre, Xi Jinping ha avanzato il concetto di “comunità sicura”, opponendosi alla politica di grande potenza, all’egemonismo, all’unilateralismo, all’aggressione e alla cosiddetta “sicurezza assoluta”, ai giochi a somma zero e al pensiero da guerra fredda, e chiedendo di affrontare insieme le minacce convenzionali e non convenzionali.
Il 30 ottobre 2017, la prima commissione dell’Assemblea Generale dell’Onu ha approvato due risoluzioni sulla prevenzione della corsa degli armamenti nello spazio esterno, che comprende l’espressione “creare una comunità umana dal futuro condiviso”.

## L’Iniziativa One Belt, One Road
L’Iniziativa One Belt, One Road è un’evidente pratica di creazione di una comunità umana dal futuro condiviso. Il 17 marzo 2017 il Consiglio di Sicurezza dell’Onu ha approvato la risoluzione n.2344 sul problema afghano, nella quale è inserito il contenuto della creazione di una comunità umana dal futuro condiviso e del rafforzamento della cooperazione economica regionale tramite la costruzione di One Belt, One Road. I media ufficiali affermano che l’iniziativa cinese è un canale per realizzare una comunità umana dal futuro condiviso, e che il suo obiettivo finale è proprio questo. L’ex premier australiano Kevin Michael Rudd ritiene che la costruzione di One Belt, One Road favorisca la creazione di una comunità umana dal futuro condiviso.

## Il problema dei diritti umani
La garanzia dei diritti umani costituisce un’importante componente della creazione di una comunità umana dal futuro condiviso. Il ministro degli Esteri cinese Wang Yi ritiene: la parità di sovranità e di pace e di sicurezza sono importanti per la promozione e la tutela dei diritti umani; la Cina ha avuto buoni risultati nella garanzia dei diritti umani nel paese e nella promozione dello sviluppo dei diritti umani internazionali; il sogno dei diritti umani della Cina è il sogno della realizzazione della prosperità del paese e della felicità della popolazione, e anche il sogno della realizzazione dello sviluppo mondiale.
Nel marzo 2018, durante il Consiglio dei Diritti umani dell’Onu a Ginevra, è stata approvata la risoluzione cinese sulla promozione della cooperazione win-win nel settore dei diritti umani, che comprende anche la teoria della creazione di una comunità umana dal futuro condiviso; solo gli Stati Uniti si sono opposti alla risoluzione. Durante il primo Forum sui diritti umani Sud-Sud tenutosi a Pechino, la Cina ha illustrato il concetto dei diritti umani della parte cinese, sottolineando che la sicurezza è il maggiore dei diritti umani, e opponendosi a certi paesi che utilizzano il problema dei diritti umani per “punire altri paesi”.

## Promozione e feedback
Nel 2017, il mondo diplomatico della Repubblica Popolare Cinese ha iniziato a diffondere il concetto di “comunità umana dal futuro condiviso” nelle varie parti del mondo, presentandolo durante varie attività popolari e diplomatiche alle parti degli Stati Uniti, del Brasile, di Panama e della Corea del Sud. Nel 2011, la Cina ha pubblicato il libro bianco sull’emergenza pacifica della Cina, che comprende l’espressione della comunità dal futuro condiviso in cui ognuno ha in sé un po’ degli altri e viceversa, un’iniziativa volta anche a rispondere alla teoria della minaccia cinese. Molti ambasciatori cinesi e media ufficiali cinesi hanno citato più volte la “comunità umana dal futuro condiviso” per confutare la teoria della minaccia cinese.

## Dubbi e critiche
Secondo le analisi di alcuni esperti cinesi, oltre ai dubbi della teoria della minaccia cinese, la comunità umana dal futuro condiviso ha anche di fronte gli interrogativi del mondo esterno sulla capacità della Cina di promuovere continuamente lo sviluppo della comunità e sulla possibilità che la Cina si sottragga alla propria responsabilità internazionale in proposito.
Secondo lo studioso Jin Kai della “Rivista dei Diplomatici”, il concetto di comunità umana dal futuro condiviso è il simbolo dell'ingresso nella nuova epoca di Xi Jinping, e simboleggia la fiducia sempre crescente della Cina. Tuttavia, quanto ai rapporti tra la Cina e gli altri paesi, oltre ad alcune sfide comuni, sarà difficile per la Cina trovare una comunità dal punto di vista storico e sociale, e la comunità umana dal futuro condiviso non avrà un futuro brillante per la scarsità di riconoscimento collettivo e di standard unificati.